# Brian Teacher
Brian Teacher (San Diego, 23 december 1954) is een voormalig proftennisser uit de Verenigde Staten van Amerika. Zijn hoogste positie op de wereldranglijst was nummer 7 in oktober 1981. In het enkelspel behaalde hij acht titels, waarvan het Australian Open in 1980 de belangrijkste is. Daarnaast won hij zestien titels als dubbelspeler. Hij had verscheidene dubbelspelpartners, maar speelde het meest samen met Bruce Manson.

## Resultaten grandslamtoernooien
| Legenda | Legenda                          |
| ------- | -------------------------------- |
| g.t.    | geen toernooi gehouden           |
| l.c.    | lagere categorie                 |
| –       | niet deelgenomen                 |
| G       | uitgeschakeld in de groepsfase   |
| 1R      | uitgeschakeld in de eerste ronde |
| 2R      | uitgeschakeld in de tweede ronde |
| 3R      | uitgeschakeld in de derde ronde  |
| 4R      | uitgeschakeld in de vierde ronde |
| KF      | uitgeschakeld in de kwartfinale  |
| HF      | uitgeschakeld in de halve finale |
| F       | de finale verloren               |
| W       | het toernooi gewonnen            |
| w-v     | winst/verlies-balans             |

### Enkelspel
| toernooi        | 1972 | 1973 | 1974 | 1975 | 1976 | 1977 | 1977 | 1978 | 1979 | 1980 | 1981 | 1982 | 1983 | 1984 | 1985 | 1986 |
| --------------- | ---- | ---- | ---- | ---- | ---- | ---- | ---- | ---- | ---- | ---- | ---- | ---- | ---- | ---- | ---- | ---- |
| Australian Open | –    | –    | –    | –    | –    | 1R   | 1R   | –    | –    | W    | –    | KF   | 3R   | –    | 2R   | g.t. |
| Roland Garros   | –    | –    | –    | –    | –    | 2R   | 2R   | 3R   | 2R   | –    | –    | –    | –    | –    | –    | –    |
| Wimbledon       | –    | –    | –    | –    | 2R   | 1R   | 1R   | 2R   | 4R   | 3R   | 2R   | KF   | 3R   | 1R   | 1R   | 2R   |
| US Open         | 1R   | 2R   | 3R   | 1R   | 1R   | 2R   | 2R   | 4R   | 1R   | 4R   | 2R   | 2R   | 1R   | 1R   | 3R   | 1R   |

### Mannendubbelspel
| toernooi        | 1972 | 1973 | 1974 |    | 1976 | 1977 | 1977 | 1978 | 1979 | 1980 | 1981 | 1982 | 1983 | 1984 | 1985 | 1986 |
| --------------- | ---- | ---- | ---- | -- | ---- | ---- | ---- | ---- | ---- | ---- | ---- | ---- | ---- | ---- | ---- | ---- |
| Australian Open | –    | –    | –    | –  | 2R   | 1R   | –    | –    | –    | –    | –    | 1R   | –    | 2R   | g.t. |      |
| Roland Garros   | –    | –    | –    | –  | 1R   | 1R   | 3R   | 3R   | –    | –    | –    | –    | –    | –    | –    |      |
| Wimbledon       | –    | –    | –    | 1R | HF   | HF   | 2R   | KF   | 3R   | 1R   | 1R   | 3R   | 2R   | 1R   | 2R   |      |
| US Open         | 1R   | 2R   | 2R   | 1R | HF   | HF   | 2R   | –    | 1R   | 1R   | 3R   | –    | –    | –    | –    |      |